# Wellerson Ribeiro Dias
Wellerson Ribeiro Dias, mais conhecido apenas como Wellerson (Carangola, 19 de janeiro de 1972) é um ex-futebolista brasileiro, que atuava como goleiro.

## Carreira

### Como jogador
Revelado nas categorias de base do Fluminense, Wellerson foi arqueiro do Tricolor das Laranjeiras de 1993 a 1997. Era o titular no Estadual de 1995 do célebre gol de Barriga. Defendeu outras equipes como o Juventude em 2000, quando o clube gaúcho disputou a Taça Libertadores da América daquele ano, além de Coritiba e Americano, dentre outros.
Só pela equipe profissional do Fluminense, Wellerson disputou 158 partidas, das quais apenas duas foram como reserva. Os números pelo Tricolor ainda incluem 68 vitórias, 45 empates e 45 derrotas, além de 173 gols sofridos (média de 1,09 gols por jogo).

### Como treinador de goleiros
Depois de encerrar a carreira de arqueiro, Wellerson não abandonou sua antiga posição, literalmente. Trabalhou como treinador de goleiros em diversas equipes, como no America, na Seleção do Irã e nas divisões de base do Sendas (atual Audax-RJ), além das categorias inferiores do próprio Fluminense, que foi seu primeiro clube no cargo.
Trabalhou de 2007/2012 Aris Football clube Grecia thessalonika..
Atualmente, Wellerson é treinador de goleiros do Al Wasl, clube da primeira divisão do Campeonato dos Emirados Arabes Unidos. Atualmente com dois filhos, Welerson Ribeiro Dias de 19 anos e Vitória Lisboa de 16 anos..

## Títulos
Fluminense
- Campeonato Carioca: 1995 - Título histórico, conquistado em cima do arqui-rival, Flamengo (no ano do centenário rubro-negro, que contava à época com Romário recém-eleito melhor jogador do mundo). Jogo marcado pelo famoso, e inusitado, gol de barriga do atacante Renato Gaúcho, anotado nos momentos finais do jogo e com um Fluminense com dois expulsos. Sem dúvidas, um dos Fla x Flu's mais marcantes da história.

## Recordes
Algumas fontes de pesquisa afirmam que Wellerson é um dos goleiros citados em listas dos que ficaram mais tempo sem tomar gols, algo em torno de 759 minutos.